# Collegio elettorale di Roma - Ostiense (Senato della Repubblica)
Il collegio Roma - Ostiense fu un collegio elettorale uninominale della Repubblica Italiana per l'elezione del Senato della Repubblica. Apparteneva alla Circoscrizione Lazio e fu utilizzato per eleggere un senatore nella XII, XIII e XIV legislatura.
Venne istituito nel 1993 con la cosiddetta Legge Mattarella (Legge n. 276, Norme per l'elezione del Senato della Repubblica), attuata in seguito al referendum abrogativo del 1993. La legge istituì per la Camera dei deputati e per il Senato della Repubblica un sistema di elezione misto, in parte maggioritario e in parte proporzionale. Il 75% dei parlamentari dell'assemblea veniva eletto in collegi uninominali tramite sistema maggioritario a turno unico; il restante 25% al Senato veniva eletto tramite recupero proporzionale dei più votati non eletti attraverso un meccanismo di calcolo denominato scorporo, cioè sottraendo dal conteggio dei voti totali di una lista nella parte proporzionale i voti ottenuti dai candidati collegati alla medesima lista che erano eletti nei collegi uninominali con il sistema maggioritario.
Il collegio venne abolito insieme a tutti gli altri che costituivano il Senato con la promulgazione della legge elettorale successiva, la cosiddetta Legge Calderoli. Questa prevedeva un sistema proporzionale con premio di maggioranza, che al Senato veniva attribuito a livello regionale.

## Territorio
Il collegio Roma - Ostiense era uno dei 21 collegi uninominali in cui era suddiviso il Lazio e, come previsto dal D.Lgs. del 20 dicembre 1993 n. 535, comprendeva parte del comune di Roma, tra cui il quartiere Ostiense; la capitale complessivamente contava undici collegi uninominali al Senato.

## Eletti
| Elezione | Elezione | Senatore            | Partito                     |
| -------- | -------- | ------------------- | --------------------------- |
|          | 1994     | Massimo Palombi     | Polo del Buon Governo (CCD) |
|          | 1996     | Athos De Luca       | L'Ulivo (FdV)               |
|          | 2001     | Alessandro Battisti | L'Ulivo (DL)                |

## Dati elettorali

### XII legislatura
|                               | Massimo Palombi ✔️ Eletto | Polo del Buon Governo        | 64 337  | 40,67 |  |  |  |  |  |
|                               | Mario Tronti              | Progressisti                 | 56 453  | 35,68 |  |  |  |  |  |
|                               | Learco Saporito           | Patto per l'Italia           | 23 218  | 14,68 |  |  |  |  |  |
|                               | Luigi Cerina              | Lista Pannella-Riformatori   | 7 723   | 4,88  |  |  |  |  |  |
|                               | Sandro Ciarambino         | Verdi Federalisti            | 5 679   | 3,59  |  |  |  |  |  |
|                               | Gaetano Santoni           | Partito della Legge Naturale | 794     | 0,50  |  |  |  |  |  |
| Totale                        | Totale                    | Totale                       | 158 204 | 100   |  |  |  |  |  |
|                               |                           |                              |         |       |  |  |  |  |  |
| Voti non validi               | Voti non validi           | Voti non validi              | 5 158   | 3,16  |  |  |  |  |  |
| Votanti                       | Votanti                   | Votanti                      | 163 362 | 87,43 |  |  |  |  |  |
| Elettori                      | Elettori                  | Elettori                     | 186 844 |       |  |  |  |  |  |
|                               |                           |                              |         |       |  |  |  |  |  |
| Data: 27-28 marzo 1994        |                           |                              |         |       |  |  |  |  |  |
| Fonte: Ministero dell'interno |                           |                              |         |       |  |  |  |  |  |

### XIII legislatura
|                               | Athos De Luca ✔️ Eletto | L'Ulivo                                 | 76 521  | 49,47 |  |  |  |  |  |
|                               | Massimo Palombi         | Polo per le Libertà                     | 67 640  | 43,72 |  |  |  |  |  |
|                               | Sandro Pandolfi         | Movimento Sociale Fiamma Tricolore      | 4 834   | 3,12  |  |  |  |  |  |
|                               | Clotilde Buonassisi     | Lista Pannella-Sgarbi                   | 3 874   | 2,50  |  |  |  |  |  |
|                               | Vincenzo Blandamura     | Socialista                              | 1 125   | 0,73  |  |  |  |  |  |
|                               | Vittorio Avanti Fiori   | Movimento Popolare della Moralizzazione | 702     | 0,45  |  |  |  |  |  |
| Totale                        | Totale                  | Totale                                  | 154 696 | 100   |  |  |  |  |  |
|                               |                         |                                         |         |       |  |  |  |  |  |
| Voti non validi               | Voti non validi         | Voti non validi                         | 5 996   | 3,73  |  |  |  |  |  |
| Votanti                       | Votanti                 | Votanti                                 | 160 692 | 86,14 |  |  |  |  |  |
| Elettori                      | Elettori                | Elettori                                | 186 540 |       |  |  |  |  |  |
|                               |                         |                                         |         |       |  |  |  |  |  |
| Data: 21 aprile 1996          |                         |                                         |         |       |  |  |  |  |  |
| Fonte: Ministero dell'interno |                         |                                         |         |       |  |  |  |  |  |

### XIV legislatura
|                               | Alessandro Battisti ✔️ Eletto     | L'Ulivo                              | 65 091  | 44,46 |  |  |  |  |  |
|                               | Gino Moncada Lo Giudice ✔️ Eletto | Casa delle Libertà                   | 60 783  | 41,52 |  |  |  |  |  |
|                               | Anna Maria Rivera                 | Partito della Rifondazione Comunista | 6 597   | 4,51  |  |  |  |  |  |
|                               | Massimo Cicogna                   | Lista Pannella-Bonino                | 3 626   | 2,48  |  |  |  |  |  |
|                               | Gennaro Cerasuolo                 | Lista Di Pietro                      | 3 612   | 2,47  |  |  |  |  |  |
|                               | Oliviero Bianchi                  | Democrazia Europea                   | 3 598   | 2,46  |  |  |  |  |  |
|                               | Giorgio Forti                     | Fiamma Tricolore                     | 1 468   | 1,00  |  |  |  |  |  |
|                               | Mario Cioffi                      | Fronte Nazionale                     | 1 272   | 0,87  |  |  |  |  |  |
|                               | Simonetta Torelli                 | Forza Nuova                          | 341     | 0,23  |  |  |  |  |  |
| Totale                        | Totale                            | Totale                               | 146 388 | 100   |  |  |  |  |  |
|                               |                                   |                                      |         |       |  |  |  |  |  |
| Voti non validi               | Voti non validi                   | Voti non validi                      | 4 737   | 3,13  |  |  |  |  |  |
| Votanti                       | Votanti                           | Votanti                              | 151 125 | 81,00 |  |  |  |  |  |
| Elettori                      | Elettori                          | Elettori                             | 186 583 |       |  |  |  |  |  |
|                               |                                   |                                      |         |       |  |  |  |  |  |
| Data: 13 maggio 2001          |                                   |                                      |         |       |  |  |  |  |  |
| Fonte: Ministero dell'interno |                                   |                                      |         |       |  |  |  |  |  |